# Poststrukturalismus
Der Begriff Poststrukturalismus kennzeichnet unterschiedliche geistes- und sozialwissenschaftliche Ansätze und Methoden, die Ende der 1960er Jahre zuerst in Frankreich entstanden und die sich auf unterschiedliche Weise kritisch mit dem Verhältnis von sprachlicher Praxis und sozialer Wirklichkeit auseinandersetzen. Maßgeblich ist dabei die Ansicht, dass die Sprache die Realität nicht bloß abbilde, sondern mittels ihrer Kategorien und Unterscheidungen auch herstelle. Typischerweise ist mit dieser Perspektive auch eine Abkehr von einer objektivistischen Sicht auf die Gesellschaft verbunden, die soziale Tatsachen als notwendig ansieht; stattdessen werden die unterschiedlichen Möglichkeiten (Kontingenz) gesellschaftlicher Entwicklungen betont.

## Philosophiegeschichtliche Verortung
Der Begriff „Poststrukturalismus“ ist eine philosophiegeschichtliche Bezeichnung. Für die unter diesem Sammelbegriff zusammengefassten Theoretiker lassen sich nur schwer gemeinsame Thesen formulieren. Ein Grund dafür ist, dass viele Poststrukturalisten betonen, dass es ihnen bewusst nicht um die Aufstellung einer alternativen umgreifenden philosophischen Theorie geht, sondern um eine bestimmte Methode oder eine denkerische oder analytische Haltung.
Differenzen zum klassischen Strukturalismus eines Roman Jakobsons, Ferdinand de Saussures und anderer werden von den einzelnen Poststrukturalisten unterschiedlich bestimmt. Grundlegend ist eine Ausweitung des Text-Begriffs. Der einzelne Text gilt als mit anderen vernetzt; er gilt als Zitat früherer Texte und es gibt auch keine privilegierte Lesart. Außerdem wird der Textbegriff auf die Geschichte oder ganze Kulturen ausgeweitet. Andere Unterschiede werden in der Abgrenzung gegenüber bestimmten theoretischen oder methodischen Voraussetzungen strukturalistischer Klassiker gesehen, die von den Poststrukturalisten nicht übernommen werden. Dies betrifft v. a. kulturübergreifende, übergeschichtliche, starre und abstrakte Gesetze, wie sie besonders Claude Lévi-Strauss entdeckt zu haben meinte. Allgemein werden historische Diskontinuitäten stärker betont als bei klassischen Strukturalisten. Heterogenität wird stärker als Homogenität betont. Typisch sind eine kritische Herangehensweise an strukturierende Begriffe, normative Vorstellungen und theoretische Prinzipien. Ordnungsprinzipien klassischer metaphysischer Systeme werden auf die Bedingungen ihrer Geltung hin analysiert. Dabei werden psychoanalytische, diskursanalytische, semiotische und sprachphilosophische Methoden verwendet.
Oftmals wird in Anknüpfung an strukturalistische Konzepte, insbesondere der Semiotik, das Verhältnis von (sprachlichen) Zeichen (Signifikanten) und Bedeutungen (Signifikaten) problematisiert und das Augenmerk auf die Veränderbarkeit sprachlicher und diskursiver Strukturen gerichtet. So postulieren viele Poststrukturalisten – insbesondere im Gefolge der Derrida’schen Dekonstruktion und der Foucault’schen Diskursanalyse –, dass Bedeutungseinheiten stets nur als Effekt vorgängig gezogener Differenzen (vgl. Derridas Konzept der Différance) gebildet werden können, wodurch die Konstruktionsbedingungen von Sinn und damit zugleich die Prekarität und Veränderbarkeit von Sinnkonstruktionen stärker in den Blick geraten.
Gesellschaftliche Strukturen, Wissensordnungen und kulturelle Formationen (Diskurse), so eine Voraussetzung der meisten Poststrukturalisten, sind grundsätzlich mit Formen der Macht verknüpft, welche deren Geltung und hierarchische Ordnung etablieren und dazu Herrschaftsverhältnisse produzieren und stabilisieren. Ein zentrales Motiv ist daher für viele Poststrukturalisten, wie derartige Herrschaftsordnungen durch subversive (unterlaufende) und interventionistische (eingreifende) Praktiken verändert oder zumindest für kreative Neupositionierungen genutzt werden können. Eine zentrale Rolle spielt dabei auch die Analyse von Massenmedien, Populärkultur und Alltagspraktiken, wie sie insbesondere durch die Disziplin der Cultural studies analysiert werden. Wichtige Theoretiker in diesem Zusammenhang sind Stuart Hall und John Fiske aus dem Umfeld des britischen Centre for Contemporary Cultural Studies. Auch im Kontext des Postkolonialismus und der Queer-Theorie sind Fragen nach der Dekonstruktion von diskursiven Machtverhältnissen von zentraler Bedeutung.
Zahlreiche poststrukturalistische Ansätze kommen in der Kritik an bestimmten klassischen Begriffen von Metaphysik, Subjekt oder Rationalität überein. Traditionelle, mit diesen Begriffen verbundene Positionen werden dabei oft als totalitär, patriarchal, diskriminierend, ethnozentrisch sowie als „substantialisierend“ bzw. „naturalisierend“ (im Sinne von „Identität als natürliche Eigenschaft festschreibend“) oder gar als Ausdruck eines westlichen „Logozentrismus“ kritisiert.
Häufig verwendete Begriffe in einigen poststrukturalistischen Texten sind etwa: Ambiguität, différance, das (geteilte) Selbst, „Der große Andere“.

## Sozialhistorische Hintergründe
Zur Entstehungszeit des Poststrukturalismus hatten besonders in Frankreich Gedanken des Humanismus (im Sinne Jean-Paul Sartres) und des Marxismus Konjunktur. Im Blick früher Poststrukturalisten wurde, was sich mit diesen Theorien verbindet, mehr und mehr fragwürdig. Beiderlei Theorien erschienen für die sich stellenden Fragen unzureichend – Fragen, die aufgeworfen wurden angesichts totalitärer Strukturen im Sowjetsozialismus, vor dem Hintergrund des Stalinismus, dem Verschwinden der Arbeiterklasse als revolutionärem Subjekt, der „Sozialdemokratisierung“, der Schwäche sozialistischer Bewegungen im Postkolonialismus, der Formulierung neuer Dringlichkeiten in der Ökologie, der Selbstzerstörung der Jugendlichen in den Metropolen, der Entstehung neuer selbstbewusster Bewegungen, die sich nicht mehr mit einer „Nebenwiderspruchsposition“ abfinden wollten: Frauenbewegung, Black-Power-Bewegung, Schwulen- und Lesbenbewegung, oder die Bürgerrechtsbewegungen.

## Theoretiker des Poststrukturalismus
Dem Poststrukturalismus werden folgende Theoretiker zugerechnet:
- Louis Althusser
- Roland Barthes
- Jean Baudrillard
- Judith Butler
- Cornelius Castoriadis
- Hélène Cixous
- Gilles Deleuze
- Jacques Derrida
- Michel Foucault
- Félix Guattari
- Luce Irigaray
- Julia Kristeva
- Jacques Lacan
- Ernesto Laclau
- Jean-François Lyotard
- Paul de Man
- Christian Metz
- Chantal Mouffe
- Jean-Luc Nancy
- Jacques Rancière
- Slavoj Žižek

## Verschiedene Ansätze des Poststrukturalismus

### Jacques Derridas Schrifttheorie
Jacques Derrida ist ein besonders einflussgebender Autor. Er nennt seine Methode (er selbst bevorzugt den Begriff „Praxis“) Dekonstruktion; sie besteht in der Offenlegung der Aporien, auf die man bei der Analyse von Versuchen, die Wahrheit zu erzählen, stößt.
Sein frühes Hauptwerk Grammatologie behandelt vor allem klassische Sprachtheorien. Derrida versucht zu zeigen, dass es unmöglich sei, im direkten Gespräch die singuläre Bedeutungsintuition des Gegenübers erfassen zu können. Tatsächlich bleibe diese ebenso entzogen wie im „toten Buchstaben“ schriftlicher Gestalt.
Sein ebenfalls frühes und grundlegendes Werk Die Stimme und das Phänomen versucht zu zeigen, dass Individuelles (singuläre Intuition) und Allgemeines (Bedeutungsintention) notwendig unvermittelbar sind. Als Grund dafür wird unter anderem die Zeitversetztheit von Formulierungs- und Auswertungsakt angeführt.
In Die Schrift und die Differenz (1967) unterscheidet Derrida zwei verschiedene Konzepte von „Struktur“. Das erste „metaphysische“ Konzept versucht nach einem tiefen „Grund“, nach dem Ursprung und der Wahrheit der Zeichen zu spüren. Das zweite, postmoderne will das prinzipiell unabschließbare Spiel der Zeichen beobachten und es schreibend fortsetzen.
Derartige Differenzen sollen auch erklären, warum eine sprachlichen Unterscheidungsprinzipien vorgelagerte Bekanntschaft des Subjekts mit sich nicht gegeben sein kann und für theoretische Folgespekulationen (wie in idealistischen Systembildungsversuchen) dienen kann. Die Instanz des Autors als bedeutungsstiftender Urheber hat im poststrukturalistischen Denken keine Funktion mehr. Dies versucht der frühe Derrida etwa an der Descartes’schen Cogito-Szene zu zeigen. Seine frühen Aufsätze setzen sich außerdem mit Sigmund Freud, Georg Wilhelm Friedrich Hegel, Ferdinand de Saussure und Emmanuel Levinas auseinander. Letzteren hat Derridas Kritik (besonders in seinem Text Gewalt und Metaphysik) teils erst bekannt gemacht.
Derridas spätere Arbeiten widmen sich fast allen Bereichen der Philosophie. Nach einer mehr experimentell geprägten Phase stellen seine späten Schriften praktische und politische Fragen expliziter in den Vordergrund.
Gesprächspartner Derridas waren unter anderem Gilles Deleuze und Félix Guattari, Michel Foucault, Luce Irigaray, Julia Kristeva, Jacques Lacan, Ernesto Laclau, Jean-François Lyotard und Hélène Cixous.

### Jacques Lacans Psychoanalyse
Der französische Psychoanalytiker Jacques Lacan, der für die Entwicklung der Psychoanalyse in Frankreich eine zentrale Rolle spielte, widmete sich einer erneuten Lektüre der Schriften Sigmund Freuds im Lichte der strukturalistischen Methode, verarbeitete aber auch Einflüsse der Fundamentalontologie und im Spätwerk der mathematischen Topologie, deren Graphenmodelle er für die Darstellung unbewusster Vorgänge einsetzte.
Lacan betont, auch vor dem Hintergrund der Freudschen Theorie der Fehlleistung und des Witzes, dass das Unbewusste „wie eine Sprache“ strukturiert sei. Die Arbeit des Unbewussten erfolge nach linguistischen Gesetzen wie Metapher und Metonymie, Ersetzung und Verschiebung. Die entsprechenden Elemente des psychischen Geschehens nennt er Signifikanten, jedoch spielt neben dem sprachähnlich strukturierten Feld des Symbolischen auch das Imaginäre und das Reale eine zentrale Rolle im psychischen Apparat. Die eigentliche Strukturierungsleistung, und auch die psychoanalytische Kur, vollziehe sich aber auf dem Feld des Sprechens. Auch Phänomene der sozialen Norm, des Gesetzes, der Autorität und der Ideologie verortet Lacan auf dem Feld des Sprachlichen bzw. Symbolischen und prägte in diesem Kontext den Terminus des „großen Anderen“ (vgl. auch Name-des-Vaters) als symbolische Figur der Autorität im Unterschied zum „kleine anderen“ bzw. „Objekt klein a“, welches im Kontext des Triebgeschehens eine entscheidende Rolle spielt.
Lacans Konzeption des Symbolischen wurde insbesondere von Louis Althusser im Kontext der Analyse von Ideologie und ideologischer „Anrufung“ (Interpellation) für marxistische Ansätze fruchtbar gemacht. Seine Ausführungen zum Blick als Triebobjekt sowie zur wichtigen Rolle des Phantasmatischen für das psychische, aber auch soziale Geschehen sind für neuere Theoriebildungen im Bereich der Kultur- und Bildwissenschaft von zentraler Bedeutung. Als wichtigster Vertreter eines von Lacan geprägten Denkens gilt heute der slowenische Philosoph Slavoj Žižek.

### Michel Foucaults Diskursanalyse
Die teils im Gefolge der Strukturalisten, v. a. aber durch Michel Foucault entwickelte Diskursanalyse ist für die poststrukturalistischen Instrumentarien grundlegend. In Anlehnung an Foucault wurde die Diskursanalyse in den 1990er Jahren zu einer relativ reguliert verwendbaren Methode weiterentwickelt.
Entfaltet wurde sie zunächst im methodologischen Hauptwerk Foucaults, Archäologie des Wissens. Dieses folgt seinen konkreten Studien zur Geburt einer „humanwissenschaftlichen“ Wissensordnung in Die Ordnung der Dinge und zu den Mechanismen des Ausschlusses und der gleichzeitigen Definition von Kranken und Wahnsinnigen – ein Ausschließungsakt, der zugleich erst die Selbstvergewisserung einer Gesellschaft über die eigene Identität, Gesundheit und Vernünftigkeit stabilisiert. Die dabei implizit bereits verwendete Methode wurde, teilweise in Antwort auf Kritiker, dann von Foucault als Diskursanalyse expliziert. Dabei geht es um die Analyse der Struktur und Etablierungsbedingungen von Ordnungen des Wissens, die jeweils mit eigenen Konventionen über Zulässigkeit und Wertigkeit von Wissenselementen, mit bestimmten „Regeln des Diskurses“ einhergehen. Deren epochenspezifisches Gesamtdenken wird in den Begriff der „Epistéme“ gefasst. Faktoren des Kontexts wie Regeln und Normen werden dabei als grundlegend dafür verstanden, dass überhaupt Sinn vermittelbar ist, also Kommunikate generierbar sind. Insbesondere werden prä-diskursive Rahmenbedingungen in den Blick genommen, welche etwa die Organisation von Machtverhältnissen über Strategien der Herrschaftsetablierung und Taktiken der Positionierung in Herrschaftsverhältnissen betreffen, eine Ebene, die Foucault als „Mikropolitik“ beschreibt.
In der zweiten Hälfte der 1970er Jahre wurde diese Methode u. a. in die Kultur-, Geschichts- und Literaturwissenschaft eingeführt. Sie setzt sich dabei von einem subjekt- und autorzentrierten Erkenntnisbegriff klassischer hermeneutischer Ansätze ab. Im Zentrum steht nicht ein Autorsubjekt und dessen Intention. Der Gebrauch einer Autor-Instanz dient nur zur Markierung mittelgroßer diskursiver Einheiten. Die Etablierung eines Autorsubjekts selbst ist ein an historische und kulturelle Wandlungen gebundener Diskurs. Insbesondere ist der Autorbegriff mit dem Begriff des Eigentums verzahnt.
An die Stelle des Autors tritt bei Foucault das Gefüge einer Wissensordnung, die ihm seine Ausdrucksmöglichkeiten überhaupt erst bereitstellt. Der dafür einschlägige Begriff des Diskurses integriert dabei gerade auch die erwähnten vor-diskursiven Konstitutionsbedingungen kulturellen Wissens, insbesondere auch Systeme der Kontrolle und Regulierung. „Diskurs“ ist ein gesamtes Feld kulturellen Wissens, das sich in Form von Aussagen und Texten gleichsam als Spitzen eines Eisbergs manifestiert. Denken und Wahrnehmung sind, so Foucaults Annahme, je bereits durch Diskursordnungen geprägt. Wahrheit und Wirklichkeit konstituiert sich vermittels kultureller Äußerungen und über Praktiken der Wahrheitsetablierung und eines Kampfes um das „Hörbarmachen“ von „Stimmen“ (Meinungen). Wissen ist grundsätzlich nur in Dokumenten zugänglich, diese sind aber im sie ermöglichenden Kontext einer gesamten Diskursformation (Episteme) zu analysieren. Das Selbstverständnis und die Ordnungsmechanismen einer Gesellschaft sind daher zumindest mittelbar fassbar. Auch Gesellschaft formiert sich über Texte und kulturelle Artefakte.
Die methodische Einklammerung der Autorinstanz kann als ein Spezialfall von Foucaults Subjektkritik erklärt werden. Ein Subjekt entwirft sich Foucault zufolge grundsätzlich im Feld verfügbarer Diskursivierungsstrategien des Selbsts, in dem es in unterschiedlichem Maße von kreativen taktischen Zügen der Selbstpositionierung Gebrauch machen kann. Auf diese Beweglichkeit kommt es Foucault an, die durch einen klassischen, substantialistischen Subjektbegriff eher eingeengt wird. Foucaults späte Arbeiten konzentrieren sich besonders auf das Thema des Selbstentwurfs, das er in Anlehnung an stoische Theorien als „Selbstsorge“ bezeichnet.

## Kritik
Der Poststrukturalismus wurde sowohl als Ganzes wie in einzelnen seiner Vertreter von verschiedensten Seiten kritisiert. Bekannt sind beispielsweise die Einwände von Jürgen Habermas und Manfred Frank und ein von Alan Sokal unternommenes Experiment (Sokal-Affäre): Dieser erwirkte in einer Zeitschrift, die sich poststrukturalistischen Theoriebildungen widmete, die Veröffentlichung eines Textes, der in Anlehnung an Stilformen einiger Poststrukturalisten verfasst war, aber nur Unsinn enthielt, was nach Sokal die mangelhafte intellektuelle Redlichkeit der gesamten Bewegung belege.
Siehe auch die Kritik-Abschnitte in den Hauptartikeln Michel Foucault, Jacques Derrida, Jacques Lacan und Jean Baudrillard.